# PKB Privatbank
Die PKB Private Bank SA (bis 1998 Privat Kredit Bank) ist eine Privatbank, die 1958 in Zürich gegründet wurde. Die auf das Private Banking spezialisierte Bank hat eine nationale und internationale Ausrichtung. PKB ergänzt ihre Tätigkeiten mit Dienstleistungen im Corporate Banking und im Bereich Capital Markets, einem Sektor, in welchem sie zu den bedeutendsten selbständigen Market Makern im Primärmarkt für Obligationen in Schweizer Franken zählt.
PKB arbeitet in der Schweiz über ihren Hauptsitz in Lugano, und die Niederlassungen von Zürich und Genf sowie Alasia SA; im Ausland operiert sie über die Tochtergesellschaften Cassa Lombarda S.p.A., PKB Servizi Fiduciari S.p.A. und PKB Banca Privada (Panamá), S.A.
Die Holding Auriga SA der Familie Trabaldo Togna besitzt 100 % des Kapitals von PKB und über diese 99,5 % von Cassa Lombarda SpA in Mailand. Die PKB Gruppe, inklusive Cassa Lombarda, hat über 400 Mitarbeiter, wovon mehr als 200 Mitarbeiter bei der PKB arbeiten. Die Familie Trabaldo Togna garantiert seit Jahrzehnten für deren Stabilität.
Die Generaldirektion der PKB besteht aus fünf Mitgliedern, wovon der Chief Executive Officer (CEO) Luca Venturini ist. Der Verwaltungsrat hat sieben Mitglieder und wird von Umberto Tabaldo Togna präsidiert.
Die PKB Gruppe, inklusive Cassa Lombarda, verwaltet Kundengelder von zirka CHF 12 Milliarden (3). Der Tier1 Capital Ratio der PKB beträgt mehr als 29 %, also doppelt so hoch wie regulatorisch notwendig. Eine analoge Situation gilt für die Gesamtgruppe.

## Eigentumsverhältnisse
Das Bankinstitut befindet sich über indirekte Beteiligungen im Mehrheitsbesitz der aus Italien stammenden Industriellenfamilie Trabaldo-Togna. Gehalten wird die PKB Privatbank zu hundert Prozent von der in Luxemburg ansässigen «Coparfin S.A.». Diese wiederum ist eine hundertprozentige Tochtergesellschaft der in Luxemburg börsennotierten «Compagnie de l’Occident pour la Finance et l’Industrie» (COFI). Coparfin bildet den Bankarm der COFI und ist neben der PKB Privatbank mit 99,56 Prozent, davon 65,62 Prozent direkt und 33,94 Prozent über die PKB Privatbank, auch an der «Cassa Lombarda SpA» beteiligt.
Die 1971 gegründete COFI ihrerseits befindet sich nach dem Tod ihres Mitbegründers Serafino Trabaldo-Togna im Januar 2006 zu 51,62 Prozent im Besitz seines Sohnes Umberto Trabaldo-Togna.